# تيموثي جاي جي. هاريس
تيموثي جاي جي. هاريس (بالإنجليزية: Timothy J. G. Harris)‏ هو مؤرخ بريطاني، ولد في 2 يوليو 1958 في لندن في المملكة المتحدة.